# Examen (film)
Examen är en svensk kortfilm från 1985 i regi av Kjell Sundvall. En fars om vad som sker med samhällsmedborgarna A och B samt deras älskade bilar, före, under och efter den årliga, obligatoriska kontrollbesiktningen.

## Rollista
- Carl-Gustaf Lindstedt - ägare av röd Citroën
- Claire Wikholm - frun till den röda Citroënägaren
- Jarl Borssén - pedantisk ägare av röd Volvo 142
- Ewa Fröling - frun till ägaren av den röda Volvo 142:an
- Suzanne Reuter - vamp med vit Amazon
- Siv Ericks - Greta, receptionist på bilprovningen
- Anneli Martini - Gretas kollega
- Michael Segerström - ägare av grön Renault
- Sven Melander - ägare av blå Volvo 245
- Gunnar Schyman - äldre ägare av brun Ford Taunus
- Bertil Norström - bilprovare med glasögon
- Ulf Brunnberg - bilprovare i vit overall
- Pierre Lindstedt - tjock bilprovare
- Stig Ossian Ericson - bilprovare i blå rock
- Niels Dybeck - bilprovare i randig tröja
- Rolf "Nicke" Niklasson - bilprovare som testar däck

### Fotnoter
1. ↑  ”Examen”. Svensk Filmdatabas. http://www.sfi.se/sv/svensk-filmdatabas/Item/?type=MOVIE&itemid=66629&ref=%2ftemplates%2fSwedishFilmSearchResult.aspx%3fid%3d1225%26epslanguage%3dsv%26searchword%3dexamen%26type%3dMovieTitle%26match%3dBegin%26page%3d1%26prom%3dFalse. Läst 24 juli 2012.